# Joachim Holst-Jensen

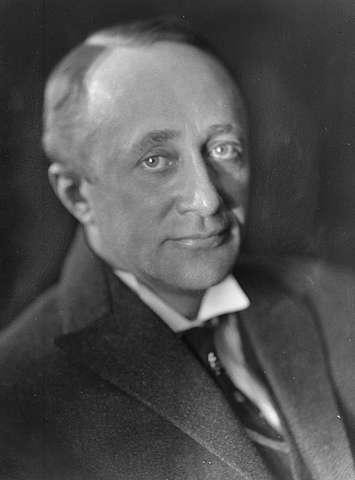
Joachim Holst-Jensen.

Joachim Arnold Holst-Jensen, född 16 maj 1880 i Bergen, död 7 mars 1963 i Oslo, var en norsk skådespelare. Han scendebuterade 1898 och hade därefter en lång karriär på bland andra Centralteatret (1910–1926), Nationaltheatret (1919–1920 och 1929–1953) och Chat Noir (1954–1955). Han spelade även i en mängd filmer.

## Filmografi (urval)
Efter Internet Movie Database:
- 1927 – Den glade enke i Trangvik
- 1927 – Eleganta svindlare
- 1933 – Vi som går kjøkkenveien
- 1933 – Jeppe på bjerget
- 1937 – To levende og en død
- 1937 – Tattarbruden
- 1938 – Ungen
- 1938 – Bør Børson jr.
- 1939 – Gryr i Norden
- 1939 – Familien på Borgan
- 1939 – De värnlösa
- 1939 – Hennes lilla Majestät
- 1939 – Gjest Baardsen – en norsk Lasse-Maja
- 1940 – Vildmarkens sång
- 1940 – Tante Pose
- 1940 – Tørres Snørtevold
- 1941 – Hansen og Hansen
- 1941 – Gullfjellet
- 1941 – Nygifta
- 1941 – Den forsvundne pølsemaker
- 1942 – Den farlige leken
- 1942 – Nordlandets våghals
- 1942 – Jeg drepte!
- 1942 – Herre med mustasch
- 1943 – Sangen til livet
- 1943 – Vigdis
- 1944 – Villmarkens lov
- 1946 – Et spøkelse forelsker seg
- 1948 – Trollforsen
- 1948 – Den hemlighetsfulla våningen
- 1950 – To mistenkelige personer
- 1951 – Storfolk og småfolk
- 1951 – Ukjent mann
- 1952 – Nödlandning
- 1953 – Skøytekongen
- 1953 – Selkvinnen
- 1954 – Cirkus Fandango
- 1954 – Troll i ord
- 1956 – På solsiden
- 1956 – Operation A K Y
- 1957 – Hjemme hos oss. Husmorfilmen 1957.
- 1957 – Nio liv
- 1958 – Människor på flykt
- 1959 – 5 loddrett
- 1959 – Hete septemberdager
- 1960 – Millionær for en aften

## Scenroller (urval)
- 1917 – Feri von Kerekes i Csardasfurstinnan av Emmerich Kálmán, Leo Stein och Béla Jenbach, Centralteatret[3]